# Sărărie
Sărărie este un cartier din Iași înființat în anul 1985.
În vremurile vechi, suburbia numită „Muntenime” (actuala „Sărărie”), care duce înspre „Copou”, se întindea, după cum se știa pe atunci, până la „marginea prăpăstiei” („Râpa Galbenă”).